# Ekstaza świętego Franciszka (obraz)
Ekstaza świętego Franciszka (inny tytuł Święty Franciszek otrzymujący stygmaty) – obraz olejny przedstawiający św. Franciszka z Asyżu, którego autorstwo przypisuje się (m.in. na podstawie opinii komisji Ministerstwa Kultury i Sztuki z 1974 r.) hiszpańskiemu malarzowi greckiego pochodzenia Dominikosowi Theotokopulosowi, znanemu jako El Greco.
Dzieło, odkryte przypadkowo w 1964 w Kosowie Lackim przez Izabellę Galicką i Hannę Sygietyńską, znajduje się w zbiorach Muzeum Diecezjalnego w Siedlcach, a wyeksponowane publicznie zostało dopiero po czterdziestu latach od odkrycia.

## Kontrowersje wokół autorstwa
Mimo badań i ekspertyz spór o autentyczność dzieła trwa niemal nieprzerwanie od chwili przypisania mu autorstwa El Greca. Jednakże nie ma żadnych informacji, by takie ekspertyzy lub badania były prowadzone poza Polską lub przez zagranicznych specjalistów zajmujących się twórczością El Greco.
Odkrycie obrazu było wielką sensacją i spowodowało liczne wizyty historyków i znawców sztuki, którzy w większości kwestionowali autorstwo dzieła, m.in. prof. Marek Rostworowski, prof. Stanisław Lorentz, prof. Jan Białostocki, Anna Dobrzycka.
W 1967 roku, w atmosferze powszechnego niedowierzania co do autorstwa obrazu, pojawił się w katalogu poznańskiej wystawy „Malarstwo hiszpańskie XIV–XVIII wieku w zbiorach polskich” komentarz jej kuratorki, Anny Dobrzyckiej: Niezręczność i sztywność rysunku nie pozwalają przypisać [go] ani mistrzowi [El Greco], ani jego kręgowi. Podobne opinie wyrażały wówczas inne autorytety w dziedzinie historii sztuki, m.in. Jan Białostocki i Marek Rostworowski . 
W 1974 roku przeprowadzono badania (m.in. mikrochemiczne, rentgenowskie i spektrograficzne ) oraz konserwację obrazu w Pracowni Konserwacji Zabytków w Warszawie, wykonane przez Zofię Marconi-Blizińską i Marię Blizińską-Orthwein pod kierunkiem prof. Bohdana Marconiego . 13 stycznia 1974 roku Piotr Rudniewski powiadomił Izabellę Galicką i Hannę Sygietyńską , że podczas badania dolnej części obrazu odkryto (pod domalowaną z wierzchu sygnaturą A. van Dück) pisaną grecką minuskułą sygnaturę "Domenikos Theotokop", która została uznana za podpis El Greca . 
Na tej podstawie, z uwzględnieniem wyników innych badań, trzyosobowa komisja Ministerstwa Kultury i Sztuki powołana przez ministra Józefa Tejchmę, stwierdziła 30 września 1974 roku, że obraz jest oryginalnym dziełem El Greca. W skład komisji weszli: prof. Jan Białostocki z Instytutu Historii Sztuki Uniwersytetu Warszawskiego, Alfred Majewski – generalny konserwator zabytków i kierownik Zakładu Historii Architektury Powszechnej Politechniki Krakowskiej – i prof. Juliusz Starzyński z UW, dyrektor Państwowego Instytutu Sztuki PAN. Komisja obradowała w mieszkaniu Marii Orthwein, obecni byli także bp Jan Mazur, bp Wacław Skoromucha, ks. Tadeusz Kulik, Izabella Galicka i Hanna Sygietyńska.
W 2014 roku dr Mieczysław Morka – historyk sztuki, były pracownik Instytutu Sztuki Polskiej Akademii Nauk, który w latach 90. zakwestionował autentyczność obrazów z tzw. kolekcji Porczyńskich – podważył autorstwo Ekstazy świętego Franciszka, co przyczyniło się do zlecenia kolejnych badań przez dyrekcję Muzeum Diecezjalnego w Siedlcach.
Według dr. Morki obraz został zinwentaryzowany już w latach 1952–1954, lecz prowadzący wówczas spis historyk sztuki Bogusław Kopydłowski przypisał jego autorstwo holenderskiemu malarzowi Gerritowi van Honthorstowi. Według relacji Izabelli Galickiej Bogusław Kopydłowski we wstępnej inwenteryzacji nawet jednym słowem nie wspomniał o obrazie św. Franciszka w Kosowie, a co dopiero o przypisaniu go Honthorstowi (...) Bogusław Kopydłowski był historykiem sztuki, kustoszem w Muzeum Narodowym w Warszawie, nigdy nie wziąłby El Greca za Honthorsta, Flamanda. W archiwach nie zachowały się żadne dokumenty z inwentaryzacji przeprowadzonej przez Bogusława Kopydłowskiego, przez co nie można potwierdzić informacji doktora Morki.
Swoje stanowisko dr Morka podtrzymał na konferencji prasowej 22 czerwca 2015 roku w Muzeum Diecezjalnym w Siedlcach, poświęconej wynikom ekspertyz obrazu przeprowadzonych po wystawie „Jednego obrazu” w Zamku Królewskim w 2014 roku. Informację Piotra Frączka z Laboratorium Analiz i Nieniszczących Badań Obiektów Zabytkowych przy Muzeum Narodowym w Krakowie oraz prof. Iwony Szmelter z Wydziału Konserwacji i Restauracji Dzieł Sztuki ASP w Warszawie, że obraz jest niewątpliwie oryginałem autorstwa El Greca, dr Morka skomentował słowami: Nie udało się ponad wszelką wątpliwość stwierdzić, czy podpis na obrazie jest autentyczny.

## Opis obrazu

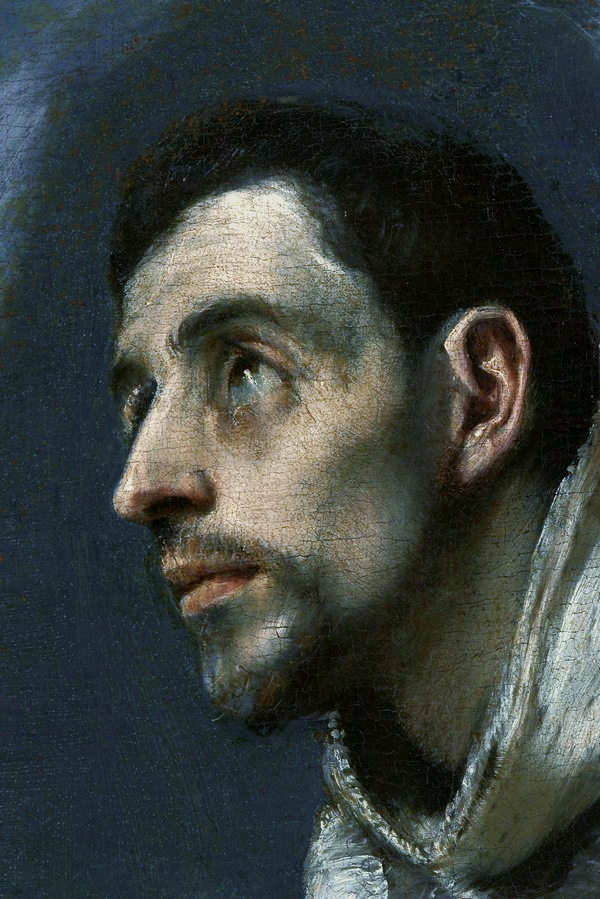
Ekstaza świętego Franciszka – detal obrazu

Obraz o wymiarach 102 × 75 cm został namalowany techniką olejną na płótnie.
Święty jest przedstawiony w momencie otrzymania stygmatów. Franciszek jest ukazany od kolan, pochylony do przodu, zwrócony w 3/4 w kierunku jasnego, bijącego z lewej strony światła; wpatrzony w niebo, ma łzy w oczach. Jego postać jest nienaturalnie wydłużona, ma rozłożone ręce w geście oddania się Bogu. Szatę świętego stanowi habit zakonny z szerokimi pofałdowanymi rękawami i kołnierzem z kapturem, przepasany podwójnym sznurem z węzłem. W tle widoczny jest zarys góry La Verna. Pod prawą ręką Franciszka znajduje się czaszka – atrybut marności. Kolorystyka obrazu określana jest jako zimna. Tak ujęta kompozycja z roziskrzonym światłem i niezwykłą kolorystyką czynią postać św. Franciszka ekstatyczną, niezwykle uduchowioną.
Malarz umieścił na obrazie dwa źródła światła: pierwsze silnie oświetla postać świętego Franciszka, drugie bije z obłoku tuż przed jego twarzą.
W połowie lat 70. XX w. polski kardiolog prof. Jan Kwoczyński opublikował własną hipotezę, iż osoba, która pozowała malarzowi Ekstazy świętego Franciszka, cierpiała na zespół Marfana – wrodzone zaburzenie tkanki łącznej. Jego zdaniem świadczą o tym „pająkowaty” wygląd palców i błyszczące soczewki oczu. Ponadto zauważył duże podobieństwo postaci św. Franciszka do postaci jednego z pasterzy na obrazach Pokłon pasterzy Jacopa Bassano i Francesca Bassano, które powstały w zbliżonym okresie, co może skłonić do przypuszczenia, że do wszystkich trzech obrazów pozowała ta sama osoba. Owa medyczna hipoteza wpisywała się w nurt sięgających XIX w. dociekań wokół przyczyn charakterystycznie wydłużonego wyglądu postaci z obrazów El Greca, jednak teorie o wpływie czynników niezależnych od świadomego zamysłu twórcy na jego dzieła spotykały się ze zdecydowaną krytyką znawców sztuki.
W 2009 roku wartość dzieła szacowano na kilka milionów dolarów amerykańskich, w 2016 podano wartość 5 mln USD.

## Losy obrazu

### Od roku 1964
[...] Ruszyły biegiem zaraz w tamtą stronę

specjalisty i inne uczone.

I wygłaszały opinie cenne

każden odmienne.

Jeden, że ręka całkiem nietypowa

drugi, że znowu nie najklawsza głowa

trzeci, że głowa od bidy obleci

całkiem jak dzieci. [...]

W 1964 na obraz wiszący na ścianie plebanii Parafii Narodzenia Najświętszej Maryi Panny w Kosowie Lackim natrafiły Izabella Galicka i Hanna Sygietyńska, pracownice Instytutu Sztuki Polskiej Akademii Nauk, które sporządzały inwentaryzację zabytków sztuki powiatu sokołowskiego . Rok później Galicka i Sygietyńska opisały obraz w Katalogu zabytków sztuki w Polsce jako dzieło przypisywane warsztatowi El Greca, a w 1966 r. w artykule pt. „Nieznany obraz w Kosowie z serii franciszkańskiej El Greca” opublikowanym w Biuletynie Historii Sztuki. Poszukując potwierdzenia swych przypuszczeń, zwróciły się listownie do hiszpańskiego historyka sztuki Joségo Gudiola z Instituto Amatller de Arte Hispánico w Barcelonie, który odpisał:

Patrząc na fotografię świętego Franciszka, dołączoną do listu z 11 listopada, jedyne co mogę powiedzieć o obrazie, oceniając go tylko z fotografii, że wygląda raczej w porządku. To może być dzieło samego El Greca, ale nie mogę wydać ostatecznej opinii bez zobaczenia na żywo tego płótna. Przykro mi, że nie mogę być bardziej precyzyjny

5 maja 1966 dla Polskiej Kroniki Filmowej nakręcono materiał dokumentalny na temat obrazu El Greca, wyemitowany 17 maja pod tytułem Czy prawdziwy El Greco?.
Pierwsze informacje w prasie na temat odkrycia pojawiły się 1 kwietnia 1967 r. w trzech gazetach: na pierwszej stronie „Trybuny Ludu”, w „Słowie Powszechnym” (El Greco w Kosowie Lackim?) i w „Dzienniku Bałtyckim” pod tytułem Sensacyjne odkrycie; Obraz pędzla El Greca na plebanii podlaskiej. Inne czasopisma uznały artykuły za primaaprilisowy żart.
5 kwietnia 1967 główny konserwator zabytków województwa warszawskiego Wacław Kowalczuk-Kochanowski wpisał obraz do rejestru zabytków z następującym opisem:

Obraz «Ekstaza św. Franciszka» powstały prawdopodobnie w latach 1570–1577 w pracowni El Greca, ol. pł. wym. 102 × 75 cm, znajdujący się na plebanii w Kosowie pow. Sokołów Podlaski, stanowiący własność ks. Władysława Stępnia, zamieszkałego w Kosowie pow. Sokołów Podlaski – plebania.

Oficjalnie obraz był wówczas własnością ks. kanonika Władysława Stępnia – proboszcza parafii Narodzenia Najświętszej Maryi Panny w Kosowie Lackim, co zmniejszało ryzyko jego konfiskaty przez państwo, np. w sytuacji zadłużenia parafii. 1 czerwca 1967 roku został poddany wstępnym oględzinom przez prof. Bohdana Marconiego, a następnie badaniu warstwy malarskiej przez Piotra Rudniewskiego, które wykazało silne przemalowanie górnego narożnika obrazu. Na krótko przed śmiercią ks. Stępień sporządził testament, w którym m.in. zapisał obraz parafii kosowskiej. Po śmierci 5 lutego 1968 roku ks. Stępnia obraz został niemal natychmiast zabrany z jego pokoju przez bp. Wacława Skomoruchę i ks. Barbasiewicza (działających z upoważnienia i na polecenie bp. Ignacego Świrskiego, ordynariusza siedleckiego) i w tajemnicy przewieziony do kurii diecezjalnej w Siedlcach  (ks. Robert Mirończuk – w 2014 roku dyrektor Muzeum Diecezjalnego w Siedlcach – twierdził, że bp. Skomorusze towarzyszył wtedy ks. Tadeusz Kulik). 14 lutego 1968 roku, po kilku artykułach w prasie, w których spekulowano na temat losów obrazu, o miejscu rzeczywistego przechowywania obrazu władze kościelne powiadomiły prezydium Wojewódzkiej Rady Narodowej Wydziału Kultury w Warszawie, Instytut Sztuki PAN oraz wojewódzkiego konserwatora zabytków.
23 listopada 1973 roku ordynariusz siedlecki bp Jan Mazur podjął decyzję o konserwacji obrazu. W 1974 komisja ministerialna zasiadał, stwierdziła autorstwo El Greca.
Ekstazę świętego Franciszka uznano wtedy za jeden z sześciu najcenniejszych obrazów w Polsce. Później obraz powrócił do siedziby kurii diecezjalnej w Siedlcach, skąd w 2004 roku trafił do Muzeum Diecezjalnego. Przez wiele lat ze względów bezpieczeństwa nie był pokazywany publicznie. Władze kościelne obawiały się także, że cenny obraz może zostać przejęty przez państwo lub któregoś z wysoko postawionych członków aparatu PZPR . W latach 70. bp Jan Mazur był wypytywany przez funkcjonariuszy Służby Bezpieczeństwa o obraz i warunki jego przechowywania. Podstawione osoby proponowały także zakup dzieła.
1 marca 1990 roku prof. Aleksander Gieysztor, ówczesny dyrektor Zamku Królewskiego w Warszawie, wystąpił z prośbą o wypożyczenie obrazu na wystawę organizowaną w okresie 5 listopada – 2 grudnia w Kaplicy Królewskiej z okazji 450. rocznicy urodzin El Greca. Prośba spotkała się z odmową bp. Mazura i diecezjalnego konserwatora zabytków, ks. Tadeusza Kulika, w której uzasadnieniu powołano się na Kodeks prawa kanonicznego (kan. 1292, § 2).

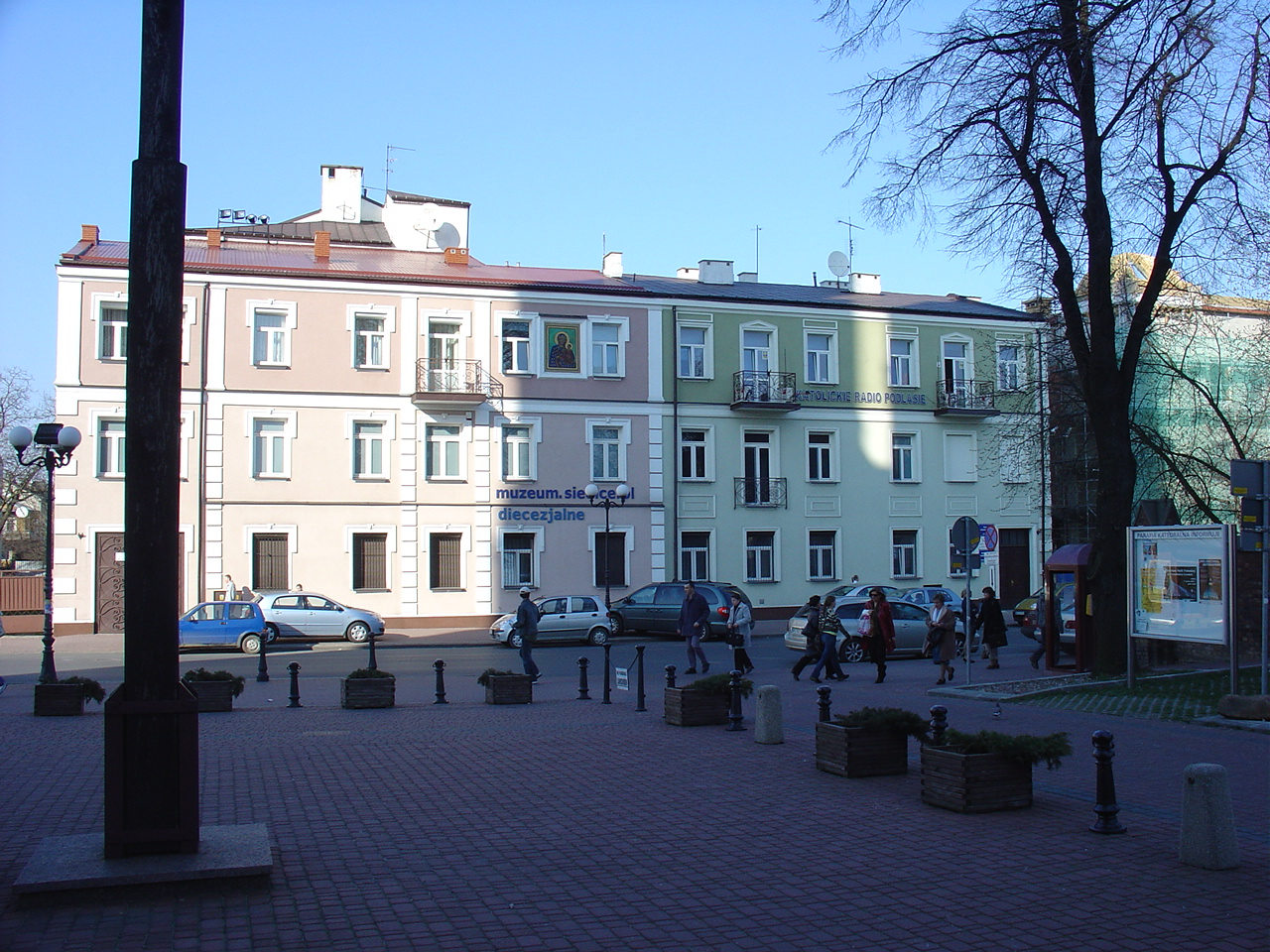
Muzeum Diecezjalne w Siedlcach – miejsce stałej ekspozycji obrazu (marzec 2007)

Od 15 października 2004 roku Ekstaza świętego Franciszka jest prezentowana na ekspozycji stałej Muzeum Diecezjalnego w Siedlcach. Stało się to możliwe dopiero po przystosowaniu budynku do eksponowania tak cennego obrazu (koszty adaptacji i systemów zabezpieczeń pokryli sponsorzy – Totalizator Sportowy i „Mostostal” Siedlce) . Przed 2014 rokiem oglądało ją od 10 000 do 30 000 osób zwiedzających muzeum rocznie, zaś od dnia udostępnienia na ekspozycji do marca 2009 roku – łącznie ponad 50 000 osób. W 2014 roku, w związku z międzynarodowym rokiem El Greco, dzieło po raz pierwszy zostało pokazane poza Siedlcami – między 16 września a 31 października na Zamku Królewskim w Warszawie. W dniach 11 lutego – 22 marca 2015 roku obraz był prezentowany w Ośrodku Kultury Europejskiej „Europeum” w Krakowie.
Między 6 czerwca a 18 listopada 2016 roku obraz poddano gruntownej konserwacji, którą przeprowadził w Muzeum Narodowym w Krakowie zespół pod kierunkiem głównego konserwatora MNK Janusza Czopa. Objęła ona m.in. prasowanie na stole dublażowym, założenie kitów w miejscach ubytków zaprawy, nabicie płótna na nowe, drewniane krosno, zawerniksowanie i retuszowanie ubytków warstwy malarskiej. Odsłonięto i wyprostowano marginesy płótna, dzięki czemu rozmiary obrazu powiększyły się o 4 cm (szerokość) i 2 cm (wysokość). Usunięto fałszywy stygmat widoczny na habicie, który został domalowany błękitem kobaltowym najwcześniej na początku XIX w. Wykonana została ponadto stylowa rama, pełniąca również funkcje zabezpieczające. Poinformowano również o odczytaniu trzeciego słowa sygnatury, które według konserwatorów brzmi epoiei (wykonał) i potwierdza autorstwo El Greca. Po konserwacji dzieło zostało wyeksponowane w okresie 26 listopada – 4 grudnia 2016 roku w Galerii Sztuki Polskiej XIX wieku w Sukiennicach.
Mieszkańcy Kosowa Lackiego od wielu lat zabiegają poprzez Stowarzyszenie Ziemi Kosowskiej o uznanie, iż zgodnie z prawem kanonicznym Ekstaza świętego Franciszka jest nadal własnością parafii kosowskiej. Takie samo stanowisko w kwestii prawa własności obrazu zajął w 2004 roku biskup diecezjalny drohiczyński Antoni Dydycz, natomiast ówczesny dyrektor Muzeum Diecezjalnego w Siedlcach – ks. Henryk Drozd – uważał, powołując się przy tym na bullę Totus Tuus Poloniae populus papieża Jana Pawła II z 25 marca 1992 roku, że należy on do kurii siedleckiej. 1 lutego 2007 roku Nuncjatura Stolicy Apostolskiej w Polsce przedstawiła zaświadczenie, w którym stwierdziła, że z punktu widzenia prawa kanonicznego obraz [...] pozostaje dobrem tejże parafii [w Kosowie Lackim].

### Przed rokiem 1952
Losy obrazu przed rokiem 1952 są niejasne. W źródłach spotyka się różne informacje na ten temat, których wiarygodność była podważana:

#### Wersja Elżbiety Przegalińskiej
Według Elżbiety Przegalińskiej – mieszkanki Łodzi, która w 1974 roku udzieliła wywiadów dwóm łódzkim gazetom (w maju „Dziennikowi Łódzkiemu” i w listopadzie tygodnikowi społeczno-kulturalnemu „Odgłosy”) – w pierwszych latach XIX w. obraz znajdował się w Hiszpanii. W 1808 roku zakupił go tam za znaczną kwotę i przywiózł do Polski Walenty Skórzewski (jej prapradziad) – pułkownik 7 Pułku Piechoty Księstwa Warszawskiego, właściciel Pogrzybowa, Raszkówka (ob. część wsi Moszczanka) i Szczurów koło Ostrowa Wielkopolskiego – z podróży po Anglii, Portugalii i Hiszpanii. Obraz został wówczas umieszczony w pałacu w Pogrzybowie (obecnie znajdującym się na terenie sąsiedniej wsi – Przybysławic).
Po śmierci w 1846 roku Walentego Skórzewskiego dzieło odziedziczył jego syn – Arnold Skórzewski, który przewiózł je do Łabiszyna w rejencji bydgoskiej Wielkiego Księstwa Poznańskiego. W 1862 roku właścicielem obrazu, także w drodze dziedziczenia, został syn Arnolda Skórzewskiego – Kazimierz Skórzewski, który przewiózł go do własnego majątku w Raszkówku.
16 kwietnia 1904 roku Kazimierz Skórzewski przekazał obraz w prezencie ślubnym swemu synowi Stanisławowi (ojcu Elżbiety Przegalińskiej) i jego małżonce podczas zaślubin w bazylice na Wawelu. Odtąd obraz znajdował się w pałacu w Popowiczkach. Ponieważ stan zachowania dzieła nie był już wtedy dobry, w 1912 roku małżonkowie Skórzewscy powierzyli je pochodzącemu z Poznania malarzowi i konserwatorowi o nazwisku Krajewski. Przemalował on około ⅔ powierzchni obrazu, przez co została ona zniekształcona kolorystycznie.
16 kwietnia 1914 roku, w 10. rocznicę ślubu, Stanisław Skórzewski – poruszony zachwytem wyrażonym wobec odnowionego obrazu przez uczestniczącego w uroczystości ks. prałata Władysława Chotkowskiego – wyjął płótno z ram i po zwinięciu go podarował je księdzu prałatowi. W roku 1925 rodzinę Skórzewskich odwiedził Franciszek Konitzer, malarz, historyk sztuki, wykładowca Pomorskiej Szkoły Sztuk Pięknych. Przekazał wówczas prośbę będącego u schyłku życia 83-letniego ks. prałata Chotkowskiego (zm. 13 lipca 1926), by po jego śmierci obraz wrócił do rodziny Skórzewskich. Ponieważ Stanisław Skórzewski odmówił, powołując się na honorową zasadę nieodbierania rzeczy podarowanych, ks. prałat Chotkowski ofiarował obraz swemu uczniowi i przyjacielowi – księdzu Kamieńskiemu, ów zaś sprzedał dzieło na krótko przed śmiercią księdzu kanonikowi Władysławowi Stępniowi, proboszczowi parafii Narodzenia Najświętszej Maryi Panny w Kosowie Lackim w latach 1948–1968.
Na temat wiarygodności wersji Elżbiety Przegalińskiej krytycznie wypowiedziała się dr Izabella Galicka. Jej zastrzeżenia dotyczyły faktów wyjęcia obrazu z ram i jego ewentualnej renowacji, ponieważ przeprowadzone w latach 70. XX w. badania wykazały ponad wszelką wątpliwość, iż obraz w XX w. nie był wyjmowany z ram, a znalezione przemalowania wykonano najpóźniej w XVIII w. W 1974 roku nie żyła już żadna z osób, która mogłaby potwierdzić wersję Elżbiety Przegalińskiej – ani malarz o nazwisku Krajewski, ani Franciszek Konitzer (zm. w 1952), ani jej ojciec, Stanisław Skórzewski (zm. w 1962 w wyniku obrażeń odniesionych w wypadku samochodowym). Nie zachowały się również ani pamiętniki Walentego Skórzewskiego, na które powoływała się jego praprawnuczka (być może zostały wywiezione z pałacu w Popowiczkach 17 grudnia 1939 roku przez wojska niemieckie na rozkaz Arthura Greisera), ani katalogi własnej kolekcji dzieł sztuki sporządzone przez Stanisława Skórzewskiego. Swój sceptycyzm wykazał też Konrad Turowski – autor drugiego z wywiadów z Elżbietą Przegalińską, który zakończył tekst pytaniem: A może opowieść p. Przegalińskiej dotyczy całkiem innego obrazu?...
Wersja Elżbiety Przegalińskiej znalazła natomiast przynajmniej częściowe potwierdzenie w tekście katalogu poznańskiej wystawy „Malarstwo hiszpańskie XIV–XVIII wieku w zbiorach polskich”, zamieszczonym już w 1967 roku (a więc na kilka lat przed wywiadami udzielonymi przez Przegalińską) przez Annę Dobrzycką – jej kuratorkę, w którym sugerowała ona, że obraz pochodził z kolekcji Stanisława Skórzewskiego z Raszkówka. Swojej sugestii nie poparła jednak źródłami.
Elżbieta Przegalińska nigdy nie rościła sobie żadnych praw do obrazu. Ujawniła swoją wersję jego losów (w liście do redakcji „Życia Warszawy”) po lekturze listu, który otrzymała od Anieli Kamińskiej (de domo Bromińskiej, zm.  w 1972) – swojej dawnej nauczycielki, zaniepokojonej możliwością odebrania obrazu ks. Władysławowi Stępniowi jako dzieła niewiadomego pochodzenia.

#### Wersja ks. Stanisława Szepietowskiego
Ta wersja losów Ekstazy świętego Franciszka obejmuje jedynie okres od lat 20. do 70. XX w., a występujące w niej postacie ks. Kamińskiego i ks. Stępnia wskazują na jej częściową zbieżność z wersją Elżbiety Przegalińskiej.
W 1974 roku szczebrzeszyński ks. kanonik Stanisław Szepietowski przesłał list do jednego z księży w kurii siedleckiej, w którym informował, że obraz został zakupiony przez niego około roku 1927 w warszawskim antykwariacie Michała Ryka na prośbę ciotecznego brata – ks. Franciszka Dąbrowskiego, ówczesnego proboszcza parafii Narodzenia Najświętszej Maryi Panny w Kosowie Lackim. Z kolei w odpowiedzi na list Izabelli Galickiej i Hanny Sygietyńskiej ks. Szepietowski napisał :

Informuję uprzejmie, że obraz św. Franciszka był własnością św. pamięci ks. Franciszka Dąbrowskiego, mego ciotecznego brata. Nabył on ten obraz od p. Ryka, antykwariusza w Warszawie. Ksiądz Franciszek Dąbrowski był proboszczem w Kosowie Lackim. Przekazał ten obraz swojemu następcy ks. prałatowi Kamińskiemu, a następca ks. Kamińskiego, ks. kanonik Stępień podobno – jak sam mówił – nabył ten obraz od ks. prałata Kamińskiego. [...] Jeżeli wielce szanowne panie będą w Lublinie, lub w Zamościu, proszę podjechać do mnie po uprzednim zawiadomieniu.

Nie jest więc całkiem jasne, który z księży osobiście dokonał zakupu w antykwariacie: ks. Stanisław Szepietowski czy ks. Franciszek Dąbrowski?  Izabella Galicka i Hanna Sygietyńska ustaliły, że antykwariat Michała Ryka mieścił się przed wojną przy ul. Brackiej 8, a po śmierci właściciela (w 1930) prowadziła go jego żona Maria, de domo Schoenborn. Jej ojciec był administratorem dóbr i lasów Lubomirskich w Kruszynie koło Częstochowy. Na tej podstawie postawiły hipotezę, że obraz mógł być wcześniej własnością rodu Lubomirskich, którzy w latach 20. XX w. wystawili go na sprzedaż w znanym sobie antykwariacie. Nie zdążyły jednak spotkać się z ks. Szepietowskim – zmarł on w 1977 roku w wieku 92 lat . Według relacji gospodyni księdza – Marty Smagały – przed jego śmiercią odwiedzili go członkowie Towarzystwa Przyjaciół Kazimierza (ks. Szepietowski był jego pierwszym prezesem ), którym podarował on całą własną kolekcję obrazów, w tym obraz Bernardyn próbujący wino w piwnicy zakupiony jednocześnie z Ekstazą świętego Franciszka w antykwariacie Michała Ryka  . Kolekcja miała później trafić do jakiejś izby pamięci w Kazimierzu .
Po odkryciu obrazu przez Galicką i Sygietyńską ks. proboszcz Władysław Stępień twierdził, że wcześniej został on znaleziony wśród gratów na dzwonnicy, w czasie gdy proboszczem Kosowa Lackiego był ks. Kamiński (później ks. Stępień zawiesił dzieło w jednym ze swoich pokoi, ratując je przed spaleniem ze spleśniałymi ornatami) .
Wersję ks. Szepietowskiego potwierdził w 2004 roku ks. prałat Zbigniew Borkowski, były wikary parafii kosowskiej, uzupełniając ją o bardziej szczegółowe okoliczności nabycia obrazu przez ks. Stępnia od ks. Kamińskiego.

#### Inne wersje
W innych źródłach można znaleźć informacje, że dzieło trafiło do Polski w niejasnych okolicznościach, a ich autorzy opierali się na domniemaniach, stawiając liczne znaki zapytania. Część informacji wykazuje pewną zbieżność z wersjami Elżbiety Przegalińskiej i ks. Stanisława Szepietowskiego. Podejrzewano m.in., że obraz:
- mógł zostać przywieziony przez żołnierza wojsk napoleońskich, który w drodze na wschód zostawił go w majątku Tosie, zamierzając odebrać obraz po powrocie z kampanii rosyjskiej[41];
- mógł zostać przywieziony z Hiszpanii przez hrabiego Wincentego Krasińskiego, właściciela wsi Sterdyń koło Kosowa Lackiego, podczas powrotu z bitwy pod Somosierrą i znaleźć się w pobliskim majątku Tosie[6]; tam w latach 20. XX w. miał być ponoć własnością Piotra Bujalskiego, który i tak nie zdawał sobie sprawy z wartości dzieła, dopuszczając do licytacji majątku (obraz nie wzbudził też zainteresowania komornika)[10] ; następnie miał być zakupiony w 1927 roku w warszawskim antykwariacie, być może dla ówczesnego proboszcza parafii w Kosowie Lackim – ks. Franciszka Dąbrowskiego[6];
- mógł zostać podarowany miejscowej parafii (w Kosowie Lackim) w 1927 roku podczas sprzedaży majątku przez właściciela Toś (wersja Haliny Krukowskiej z Bartoszyc, wnuczki właściciela Toś, opublikowana w 1992 roku w „Gazecie Wyborczej”)[54];
- mógł należeć do którejś z magnackich kolekcji sztuki – Krasińskich, Ossolińskich lub Radziwiłłów[6];
- mógł zostać zakupiony prawdopodobnie przez ks. Stanisława Szepietowskiego w jednym z antykwariatów w końcu lat 30. XX w. (a więc nie około 1927 roku, jak pisał ks. Szepietowski) i stamtąd trafił do Kosowa Lackiego[30].

## Motyw obrazu w kulturze
[...] Pleban, co wpierw na blachę chciał wymienić obraz,

By pokryć dach kościoła – dzisiaj się wykręca,

Niech zostanie – powiada – dla parafian dobra

(rola powiatowego, lecz zawsze Lorentza)

Widząc tyle taksówek, zjeżdżających z miasta

Aktywiści miejscowi przyszli na plebanię

Z nimi weszła do izby ich troska sumiasta:

Rozchodzi się o drogę. Od lat w kiepskim stanie

Powódź była... Naprawa ciągle się odwleka.

Z irytacji – przywódcy przeszedł grzmiący bas w alt –

Teraz kiedy już mamy świętego El Greca

Należy nam się chyba przepisowo asfalt!

W sokołowskim powiecie

We wsi Lacki Kosów

OBRAZ

Może El Greca?

Może naszych losów...

Od chwili odkrycia i przypisania autorstwa El Greca obraz Ekstaza świętego Franciszka stał się inspiracją i motywem dla autorów satyrycznych wierszy, powieści przygodowej dla młodzieży, a także został przedstawiony na znaczkach pocztowych. W prasie zaczęto drukować prześmiewcze artykuły: Ludwik Jerzy Kern (na łamach tygodnika „Przekrój)” i Ryszard Marek Groński (na łamach „Szpilek)” napisali satyryczne wiersze ; obie badaczki zaczęto nazywać Elgreczynkami.
- W latach 60. na łamach „Przekroju” Ludwik Jerzy Kern opublikował satyryczny wiersz o zamieszaniu wokół odkrycia Ekstazy świętego Franciszka[10] [54].
- W 1967 roku na łamach „Szpilek” Ryszard Marek Groński opublikował satyryczny wiersz pt. Obraz[10] [54].
- 21 kwietnia 1984 roku PP „Polska Poczta, Telegraf i Telefon” wprowadziło do obiegu znaczek pocztowy przedstawiający Ekstazę świętego Franciszka (projektu Jacka Konarzewskiego, o nominale 27 starych złotych), wydany z okazji Światowej Wystawy Filatelistycznej w Hiszpanii. Znaczek był w obiegu do końca 1994 roku[56].
- W 2007 roku ukazała się powieść dla młodzieży pt. Pan Samochodzik i... El Greco (t. 93 serii „Pan Samochodzik i...”) autorstwa Jakuba Czarnego (właśc. Jakub Czarnik), wydana przez Oficynę Wydawniczą „Warmia” (ISBN 978-83-60586-08-2). W powieści obraz zostaje z siedleckiego muzeum skradziony[57].
- W 2014 roku Siedleckie Towarzystwo Naukowe wydało książkę Izabelli Galińskiej i Hanny Sygietyńskiej pt. El Greco z Kosowa Lackiego (ISBN 978-83-62160-18-1, t. 9 serii „Biblioteka Nadbużańskiego Podlasia”), w której autorki opisały okoliczności odkrycia obrazu i swoją walkę o uznanie El Greca za jego twórcę[49].
- 2 września 2017 roku Poczta Polska zaprezentowała w Siedlcach (podczas otwarcia Międzynarodowych Dni z Doradztwem Rolniczym w ramach Dni Siedlec) i wprowadziła do obiegu znaczek pocztowy przedstawiający Ekstazę świętego Franciszka (projektu Ewy Szydłowskiej, o nominale 2,60 zł), wchodzący w skład emisji „Sztuka europejska w zbiorach polskich” i wydany z inicjatywy Muzeum Diecezjalnego w Siedlcach[58][59].

## Galeria

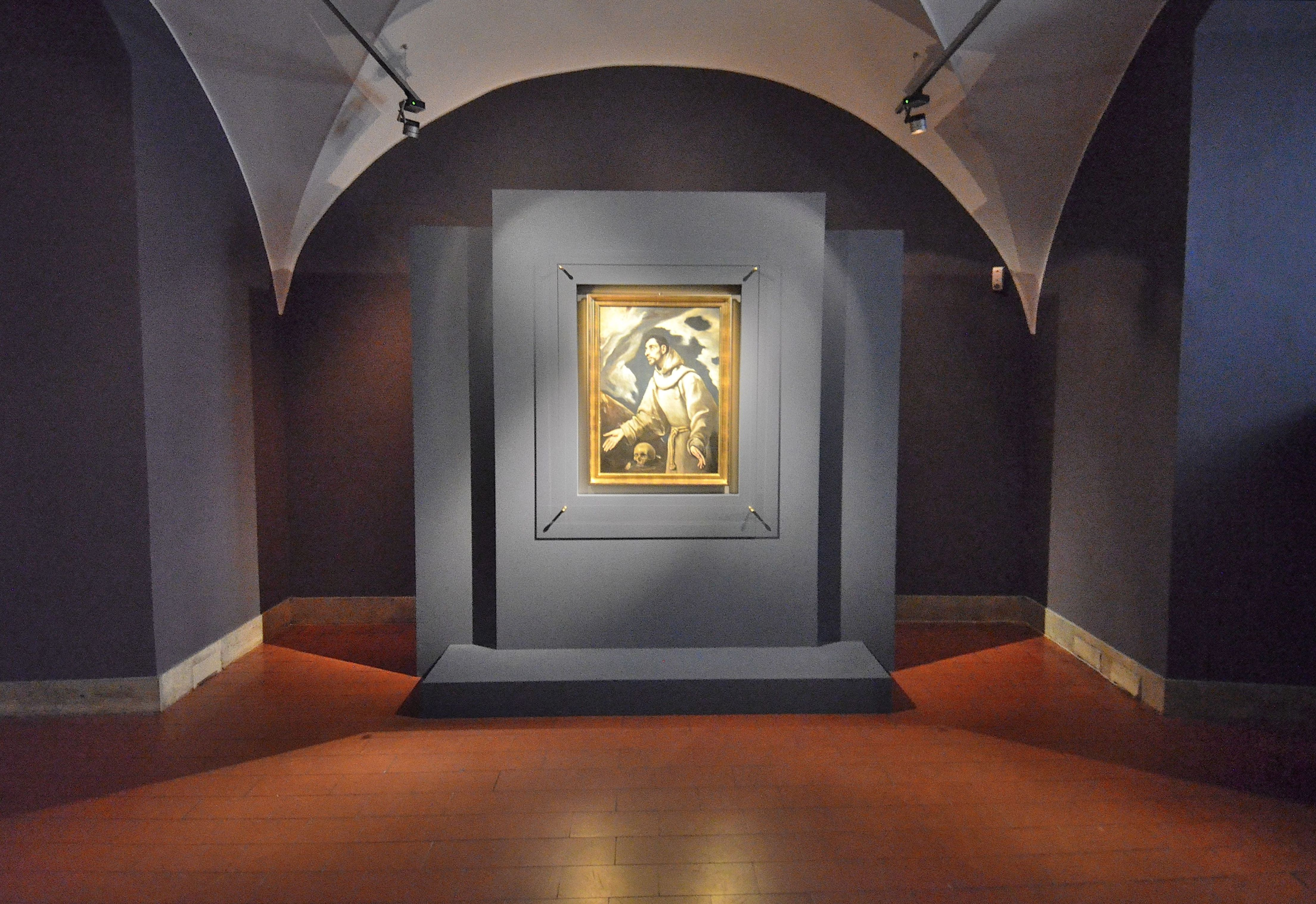
Obraz prezentowany na Zamku Królewskim w Warszawie (2014)
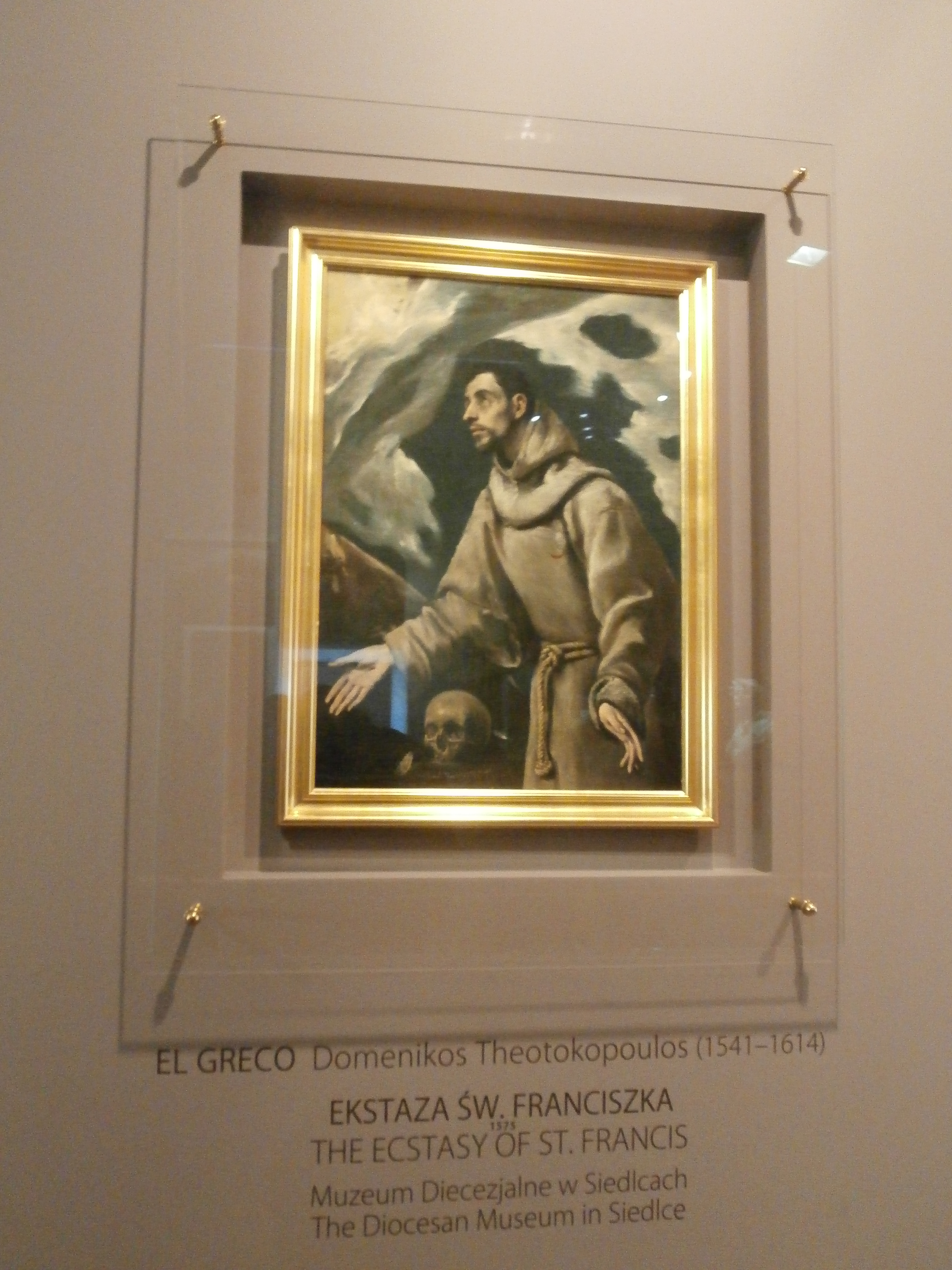
Obraz prezentowany w „Europeum” w Krakowie (2015)
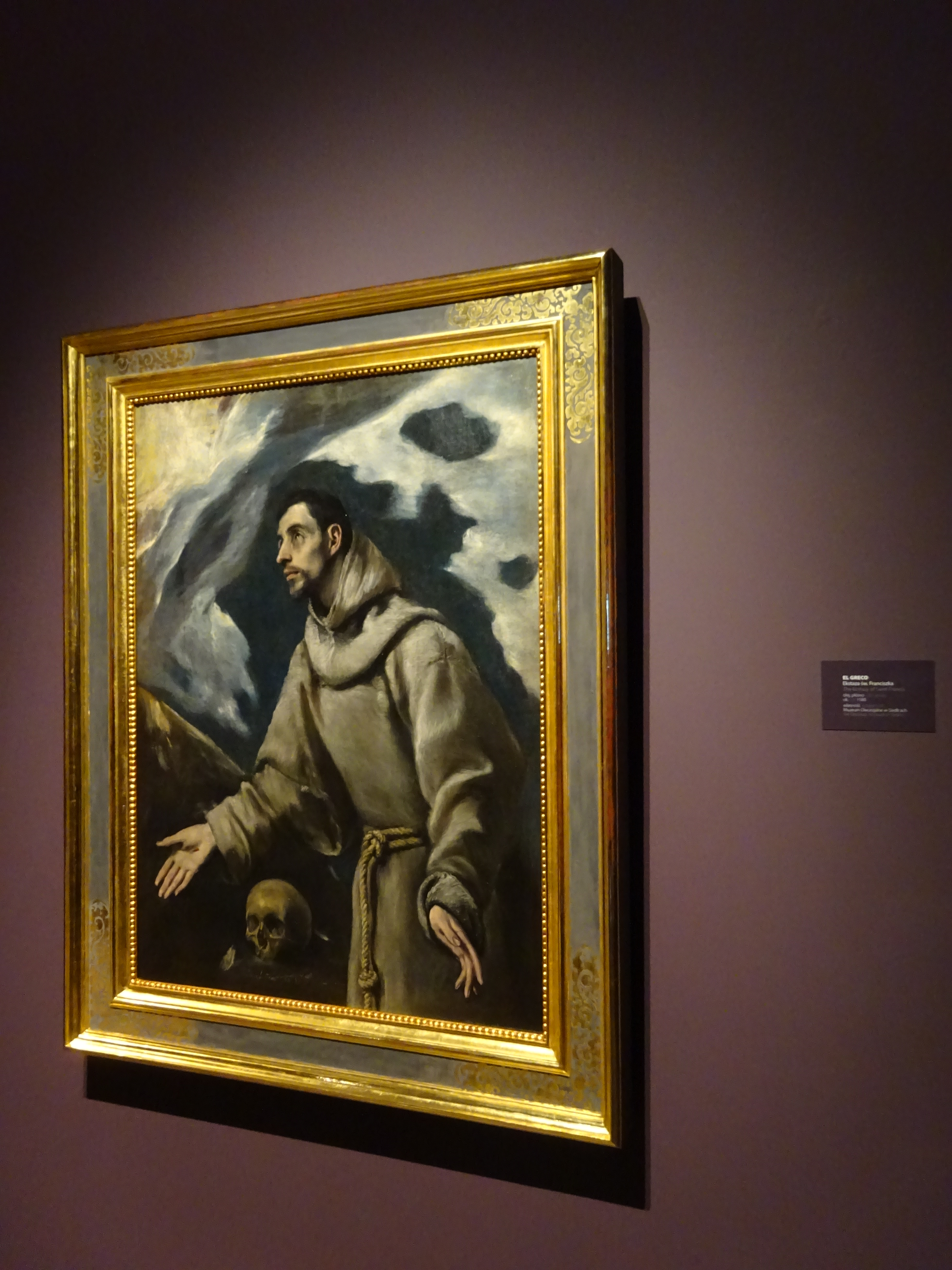
Obraz prezentowany w Galerii na I piętrze w Krakowskich Sukiennicach (2016)
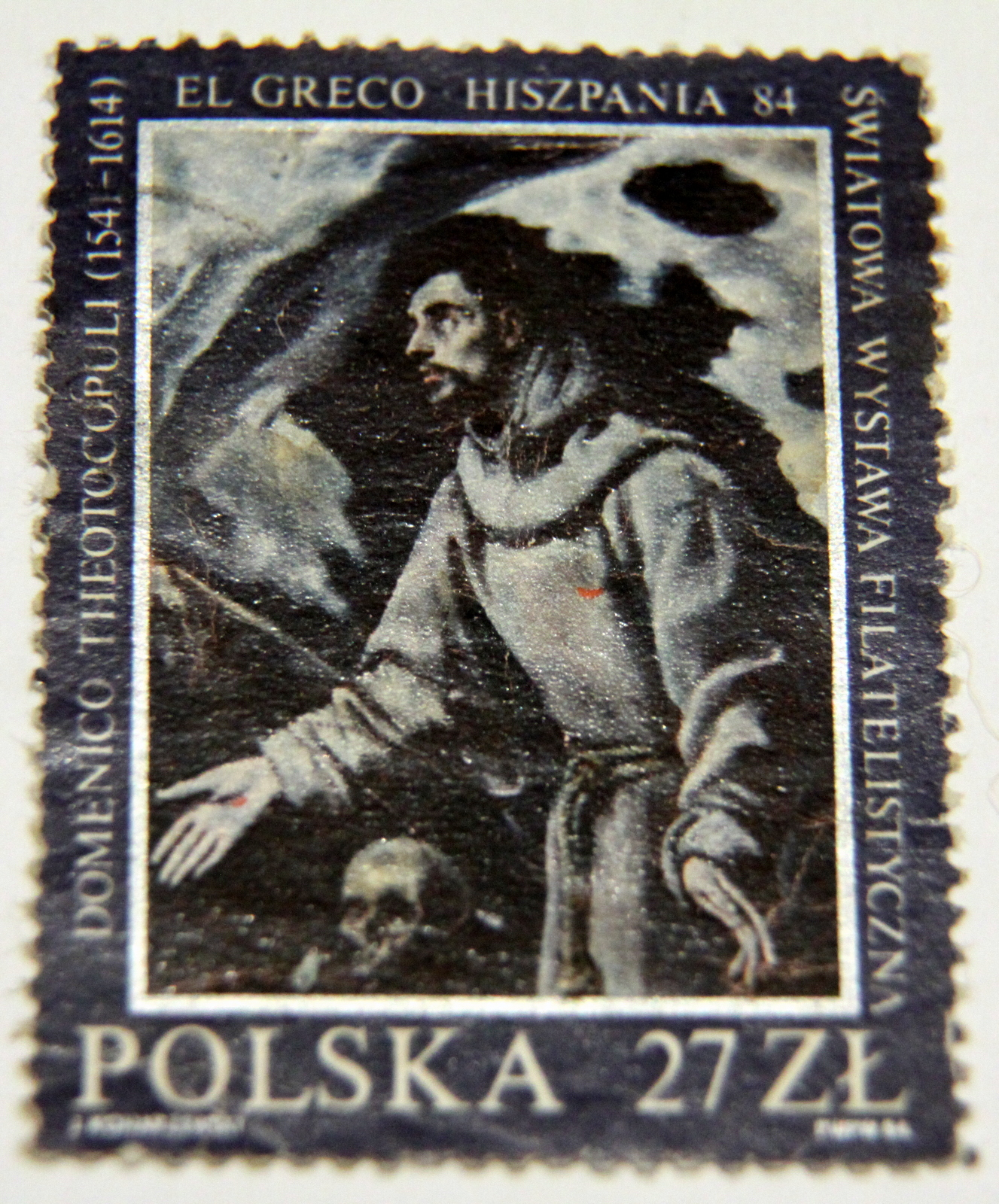
Obraz na znaczku pocztowym Poczty Polskiej wykonany na Światową Wystawę Filatelistyczną w Hiszpanii (1984)